# San Fior
San Fior település Olaszországban, Veneto régióban, Treviso megyében. Lakosainak száma 6801 fő (2023. január 1.). San Fior Codogne, Colle Umberto, Conegliano, Godega di Sant'Urbano és San Vendemiano községekkel határos.

## Népesség
A település népességének változása:
| Lakosok száma | 6962 | 6958 | 6801 |
|               | 2017 | 2018 | 2023 |